# Hasznos idióta
A hasznos idióta vagy hasznos hülye a politikai zsargonban olyan ember, aki tudatlanságából kifolyólag önként, lelkesedésből szolgál egy olyan érdeket, amellyel, ha ismerné a valódi természetét, nem szimpatizálna. Eredetileg a Szovjetunió nyugati szimpatizánsait nevezték így (a kifejezést rendszerint Leninnek tulajdonítják, de valódi eredete nem ismert).